# عثمان بازار (پیرسهراب، جنوب)
عثمان بازار، روستایی در دهستان پیرسهراب بخش پیرسهراب شهرستان چابهار در استان سیستان و بلوچستان ایران است.

## جمعیت
بر پایه سرشماری عمومی نفوس و مسکن در سال ۱۳۹۵، جمعیت این روستا برابر با ۴۳۲ نفر (۱۱۴ خانوار) بوده‌است.